# Matheus Duarte
Matheus Duarte Rocha (Rio de Janeiro, 12 maggio 1995) è un calciatore brasiliano, difensore svincolato.

## Carriera
Cresciuto nel settore giovanile della Portuguesa-RJ, ha esordito in prima squadra il 10 luglio 2016, disputando l'incontro del Campeonato Brasileiro Série D perso 4-0 sul campo del São Bento. Dopo un'altra presenza nel Campionato Carioca, è stato ceduto al Toledo EC, squadra del Paraná. Nel 2019 è stato acquistato dal Vila Real, formazione della terza divisione portoghese, che nel gennaio del 2020 lo ha ceduto al Vila Pouca, nelle serie dilettantistiche portoghesi. In estate è stato ingaggiato dai bulgari della Lokomotiv Sofia, militanti in seconda divisione, contribuendo alla promozione della squadra in massima serie al termine della stagione. Il 10 settembre 2021 ha esordito in Părva liga nell'incontro vinto 2-1 contro il Pirin Blagoevgrad, mentre l'11 dicembre successivo ha realizzato la sua prima rete in campionato, nella vittoria per 2-0 contro l'Arda Kărdžali.

## Statistiche

### Presenze e reti nei club
Statistiche aggiornate al 17 marzo 2023.
| Stagione               | Squadra                | Campionato             | Campionato | Campionato | Coppe nazionali | Coppe nazionali | Coppe nazionali | Coppe continentali | Coppe continentali | Coppe continentali | Altre coppe | Altre coppe | Altre coppe | Totale | Totale |
| Stagione               | Squadra                | Comp                   | Pres       | Reti       | Comp            | Pres            | Reti            | Comp               | Pres               | Reti               | Comp        | Pres        | Reti        | Pres   | Reti   |
| ---------------------- | ---------------------- | ---------------------- | ---------- | ---------- | --------------- | --------------- | --------------- | ------------------ | ------------------ | ------------------ | ----------- | ----------- | ----------- | ------ | ------ |
| 2016                   | Portuguesa-RJ          | D                      | 1          | 0          |                 | -               | -               |                    | -                  | -                  |             | -           | -           | 1      | 0      |
| 2017                   | Portuguesa-RJ          | A/RJ                   | 1          | 0          |                 | -               | -               |                    | -                  | -                  |             | -           | -           | 1      | 0      |
| Totale Portuguesa-RJ   | Totale Portuguesa-RJ   | Totale Portuguesa-RJ   | 2          | 0          |                 | -               | -               |                    | -                  | -                  |             | -           | -           | 2      | 0      |
| gen.-lug. 2019         | Toledo EC              | A1/PR                  | 8          | 0          |                 | -               | -               |                    | -                  | -                  |             | -           | -           | 8      | 0      |
| 2019-gen. 2020         | Vila Real              | CdP                    | 6          | 0          | CP              | 1               | 0               |                    | -                  | -                  |             | -           | -           | 7      | 0      |
| 2020-2021              | Lokomotiv Sofia        | 2L                     | 26         | 3          | CB              | 0               | 0               |                    | -                  | -                  |             | -           | -           | 26     | 3      |
| 2021-2022              | Lokomotiv Sofia        | 1L                     | 12+6       | 1+1        | CB              | 1               | 0               |                    | -                  | -                  |             | -           | -           | 19     | 2      |
| 2022-2023              | Lokomotiv Sofia        | 1L                     | 18         | 0          | CB              | 2               | 0               |                    | -                  | -                  |             | -           | -           | 20     | 0      |
| Totale Lokomotiv Sofia | Totale Lokomotiv Sofia | Totale Lokomotiv Sofia | 56+6       | 4+1        |                 | 3               | 0               |                    | -                  | -                  |             | -           | -           | 65     | 5      |
| Totale carriera        | Totale carriera        | Totale carriera        | 78         | 5          |                 | 4               | 0               |                    | -                  | -                  |             | -           | -           | 82     | 5      |